# 倒立陀螺

一個從釋放到倒立起來的倒立陀螺

倒立陀螺（英語：Tippe Top），又稱香菇陀螺、蘑菇頭，是一種陀螺，其轉動時能夠自發地翻轉自轉軸，並最終以柄為軸穩定地旋轉。視覺上體現為一個「蘑菇頭」在旋轉一段時間後「站」了起來。它由德國護士 Helene Sperl 在1898年發明。

## 介紹
倒立陀螺的外貌為被切去一小塊的球體，同時有一根短柄垂直於截面，且穿過截面中心。短柄可幫助使用者拿起以及轉動陀螺。倒立陀螺在以較高的角速度旋轉時，它的柄會慢慢向下傾斜，直到某一刻，整個陀螺翻轉起身，並以柄為軸穩定地旋轉，會像普通陀螺一樣逐漸減速，失去穩定性並倒下。
翻轉的過程中，陀螺的重心被抬起，使得其重力勢能增加，倒立陀螺看似得到了能量。但引發翻轉的是陀螺與地面因摩擦而產生的力矩，它在增加陀螺重力勢能的同時也會減少陀螺的動能，因此陀螺的總機械能並沒有增加。
因為角動量守恆定律，陀螺翻轉後，它旋轉的方向跟釋放時一致。

## 原理
常見的假設裏，倒立陀螺在與地面接觸點的速度為零，即純滾動。然而，此假設不會得出完全正確的結論，需要進一步考慮滑動摩擦才能完全表述出該陀螺反常的運動。
 

大頭著地時，陀螺在低轉速時穩定，高轉速時不穩定；柄著地時則相反，在低轉速時不穩定，高轉速時穩定。
生活中，與倒立陀螺類似的還有鷄蛋的旋轉。使熟鷄蛋的側面觸地繞赤道軸旋轉，鷄蛋會像倒立陀螺一樣逐漸被抬起，最終繞極軸旋轉。